# Ten Boer
Ten Boer  è una località e un'ex-municipalità dei Paesi Bassi di 7 431 abitanti situata nella provincia di Groninga. La municipalità è stata soppressa il 1º gennaio 2019 e il suo territorio è stato integrato in quello della municipalità di Groninga.